# Antarcticfjellet

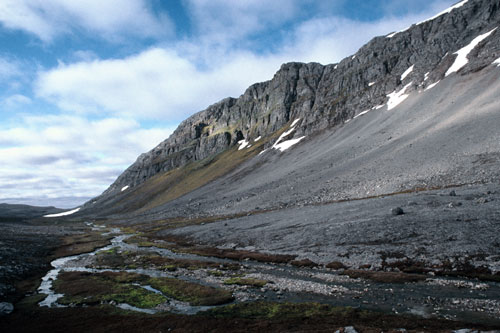
Björnön med Antarcticfjellet till höger.

Antarcticfjellet är 360 meter högt och ligger på Björnön i Norra Ishavet. Det är uppkallat efter forskningsskeppet "Antarctic", som användes av AG Nathorsts expedition 1898–1999.